# Red Guitars
Red Guitars est un groupe britannique de rock indépendant, originaire de Kingston upon Hull, Yorkshire de l'Est, en Angleterre, actif entre 1982 et 1986, puis en 2023. Le premier single de Red Guitars, Good Technology, connait un succès mineur, se vendant à 60 000 exemplaires. Leurs singles Marimba Jive et Be With Me atteignent tous deux la première place du UK Indie Chart.

## Histoire
Red Guitars est composé du chanteur Jeremy Kidd, du guitariste principal Hallam Lewis, du batteur Matt Higgins, du guitariste de guitare rythmique John Rowley et de Lou Duffy-Howard à la basse. Au début des années 1980, le groupe fait ses débuts en jouant des concerts de bienfaisance pour une série de causes de gauche. Red Guitars se constitue rapidement un public fidèle avant de sortir une série de singles sur leur propre label Self Drive Records.
Des tournées constantes pour soutenir les singles suivants Fact, Steeltown (dont la version de John Peel Session figure également sur l'EP Four Your Ears Only - une compilation auditive comprenant Luddites, Red Lorry Yellow Lorry et Party Day) et Marimba Jive, ajoutées aux pressions quotidiennes liées à la gestion d'un label, entraînent des pressions internes au sein des Red Guitars, qui aboutissent au départ de Kidd en 1984, deux mois après la sortie du premier album Slow to Fade. Le groupe continue sans Kidd pendant deux ans, en faisant appel à Robert Holmes pour le chant, mais ne réussit pas à atteindre le succès critique ou commercial précédent, bien que Be With Me ait également atteint la première place du UK Indie Chart en mai 1985.
Red Guitars se sépare en 1986 après avoir participé au festival Pukkelpop près de Hasselt, en Belgique. Deux des anciens membres du groupe, Hallam Lewis et Lou Howard, forment un autre groupe, le Planet Wilson, rejoint par Grant Ardis (batterie et accessoires). Howard est toujours à la basse et Lewis à la guitare et au chant. En 1988, ils sortent l'album In the Best of All Possible Worlds (sur Virgin Records), et en 1989 l'album Not Drowning but Waving (sur Records of Achievement). Jerry Kidd sort un single solo Petals and Ashes (a song for Emma Goldman) en 1985 (sur Self Drive Records), après avoir quitté Red Guitars ; il contient un mix de Crocodile Tears sur la deuxième face. Lewis dirige ensuite un studio d'enregistrement à Hull. Holmes sort un album solo en 1989, intitulé Age of Swing, et publie une série d'enregistrements depuis 2015 sur YouTube sous le titre Robert Holmes Channel Two.
Le groupe se reforme en 2023 pour une tournée en 12 dates.

## Discographie partielle

### Albums studio
- 1984 : Slow to Fade (Self Drive Records) (UK Indie no 3[1])
- 1986 : Tales of the Expected (Virgin Records)

### Compilations
- 1984 : Steeltown (John Peel Session Version), extrait de Four your Ears Only (PIAS Recordings) (EP)
- 1993 : Seven Types of Ambiguity (The BBC Sessions, réédition) (RPM Records)
- 2002 : Slow to Fade (Cherry Red Records)
- 2009 : Good Technology (1982–1984) (Self Drive Records)